# 平均余命
平均余命（へいきんよめい、へいきんよみょう、英: life expectancy）とは、ある年齢の人々が、その後何年生きられるかという期待値のことである。生命表で計算されている。
日本の生命表には、10万人が生まれたとき、ある年齢に達するまで何人生存し、その年齢の内に何人が死亡するかが計算され、掲載されている。また、毎年10万人が定常的に生まれる集団において、ある年齢に属する人口が何人になるかも計算されている（これをその年齢の定常人口という。その年齢に到達する人数である生存数とは異なる）。
この数値は、現在の死亡状況が将来にわたって続くと仮定した場合のものである。医療の進歩や生活環境の変化によって、実際の平均生存期間は平均余命と異なってくる可能性は大きい。
また、ある有害要因（喫煙、放射線被曝など）によって平均余命がどの程度短縮されるか計算したものを平均余命損失といい、有害度の尺度として用いられることがある。
0歳での平均余命を特に平均寿命（life expectancy at birth, LEB）といい、国や地域の医療・衛生水準を示す指標として用いられている。乳児死亡率は他の年代の死亡率と比較して高率のため、平均寿命が平均余命の中で最長とは限らない。

## 日本
例えば、2022年における65歳の男の平均余命は19.52年、65歳の女の平均余命は24.38年である。したがって、65歳男は65 + 19.52 = 84.52歳まで、65歳女は65 + 24.38 = 89.38歳まで生きることが期待できる。
これに対して、平均寿命（= 0歳の平均余命）は、男が81.09歳、女が 87.14歳であり、65歳の平均余命の方が、男で3.43年長く、女で2.24年長い。
日本における主な年齢の平均余命の年次推移は以下の通りである。
- 2023年（令和5年）簡易生命表の概況（0,20,40,65,75,90歳の平均余命の推移）[3]

平均寿命は男女別ではあるが、単一の数値（年齢）で表示できる。しかし、平均余命は年齢毎に表示するので、多量の数値を示すことになって複雑である。このためマスメディアでは、単一の数字で済む平均寿命を報道することがほとんどであり、平均余命はあまり注目されない。

## 平均寿命

### 日本
昭和20年簡易生命表によれば、昭和20年の日本人男性の平均寿命は23.9歳である。仮に、1945年の日本人男性の人口を3600万、死亡者数を200万とすれば、このペースで人口が推移すればおよそ20年で日本人男性は消滅するので、この平均寿命は妥当性は高い。しかし、第二次世界大戦は昭和20年9月に終結しているので、第二次世界大戦下での日本の人口動態を表すのに、この平均寿命を殊更に取り上げるのは詐話に近い。また、同生命表における昭和20年の男性1歳児の平均余命は28.8年のため、終戦後の食糧不足による乳幼児の死亡率の高さが平均寿命を押し下げている可能性がある。翌昭和21年の簡易生命表では、男性の平均寿命は42.6歳に戻っている。

日本における平均寿命の推移（国立社会保障・人口問題研究所による）

### 世界

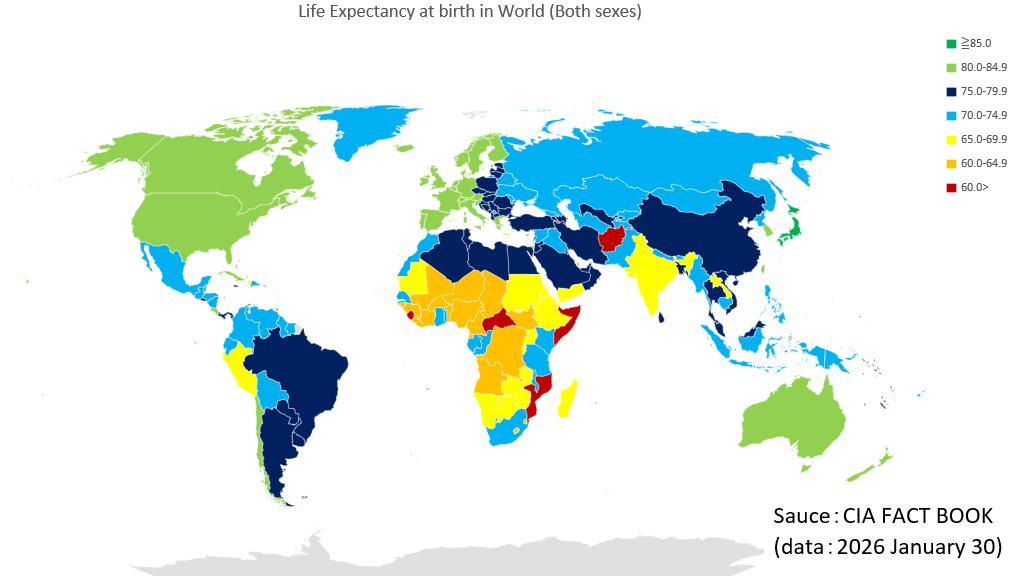
各国の平均寿命（CIA World Factbook 2023 Estimates for Life Expectancy at birth (years).）平均寿命の長さは色別に、緑＞濃青＞青＞水色＞橙＞黄＞赤となっている。

各国の男女別平均寿命（2018 CIA Factbook）。円の大きさは人口を表す。

CIAファクトブックの2023年のデータでは、最も低いアフガニスタン（南アジア）においては約54.05歳（男性:52.47年、女性:55.71年） 、一方で日本においては約85.00歳（男性:82.11年、女性:88.06年）となっている。

OECD諸国における平均寿命は以下の通り。